# 교황 그레고리오 15세
교황 그레고리오 15세(라틴어: Gregorius PP. XV, 이탈리아어: Papa Gregorio XV)는 제234대 교황(재위: 1621년 2월 9일 - 1623년 7월 8일)이다. 본명은 알레산드로 루도비시(이탈리아어: Alessandro Ludovisi)이다.

## 생애

### 생애 초기
알레산드로 루도비시는 1554년 볼로냐에서 사모지아(오늘날의 사비뇨)의 백작 폼페오 루도비시와 카밀라 비안키니의 아들로 태어났다. 그는 총 일곱 명의 형제 중에서 셋째였다.
그는 예수회가 세운 로마 기숙학교에서 공부한 후 볼로냐 대학교에 가서 1575년 6월 4일 교회법과 로마법 학위를 받았다. 로마에서 교황의 법률가로 경력을 시작했으며 이 때 그가 사제 서품을 받았다는 증거는 없다.
1575년 로마에 돌아온 그는 1593년부터 1596년까지 교황청 대심원에서 중재인으로 봉직하다가 1597년에 로마 시 대리로 임명되어 1598년까지 자리를 지켰다. 또한 그는 1599년부터 1612년까지 교황청 공소원의 감사관으로 일했다.
1612년 3월 12일 교황 바오로 5세는 그를 볼로냐 대주교에 임명했다. 짐작컨대 알레산드로 루도비시는 이 때 사제품을 받은 데 이어 같은 해 5월 1일 산 안드레아 알 퀴리날레 성당에서 주교품을 받았던 것으로 보인다.
1616년 8월 교황은 그를 사보이아 공국에 교황 대사로 파견해 몬페라트 변경백국의 곤자가 가문을 둘러싸고 분쟁이 벌어진 사보이아 공작 카를로 에마누엘레 1세와 스페인 왕 펠리페 2세를 중재하도록 했다.
1616년 9월 19일 교황 바오로 5세는 그를 산타 마리아 인 트라스폰티나 성당의 사제급 추기경에 서임했다.

## 교황

### 교황 선출
자신의 주교좌 소재지인 볼로냐에 있던 그는 교황 바오로 5세가 선종했다는 소식에 로마로 갔다. 그리고 콘클라베에서 새 교황으로 선출되어 자신의 이름을 그레고리오 15세라고 명명했다. 그의 즉위식은 1621년 2월 14일 수석 부제급 추기경 안드레아 바로니 페레티 몬탈토 추기경의 집전 아래 거행됐으며, 이어서 같은 해 5월 14일 산 조반니 인 라테라노 대성전에서 로마 주교좌 착좌 미사를 봉헌했다.

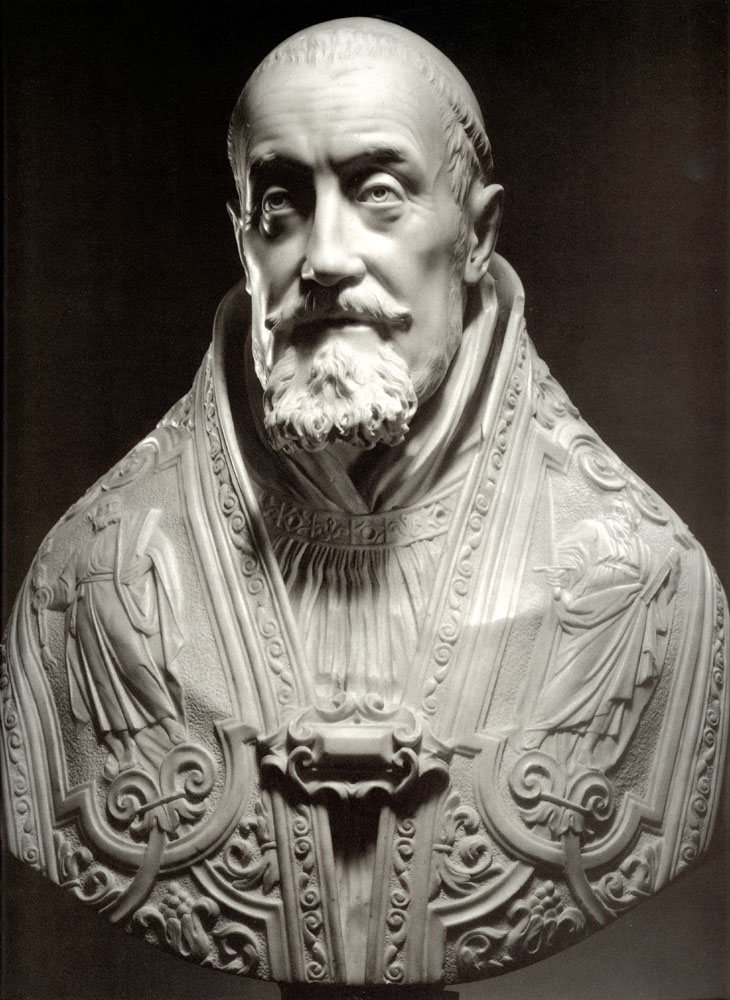
잔 로렌초 베르니니가 제작한 그레고리오 15세의 흉상

교황으로 선출되었을 당시 그는 이미 67세의 고령이었기 때문에 건강 상태가 좋지 못했다. 따라서 교황청에서 그를 돕기 위해 그가 절대적으로 신뢰할 수 있는 힘있는 조력자가 필요했다. 그레고리오 15세는 자신의 조카인 25세의 청년 루도비코 루도비시가 그에 걸맞는 인물이라고 판단했다. 그래서 족벌주의의 위험을 감수하고 교황으로 즉위한지 사흗날에 그를 추기경에 서임했다. 같은 날, 교황의 어린 동생 오라치오 루도비시는 교황군을 이끄는 교회군 총사령관에 임명했다.

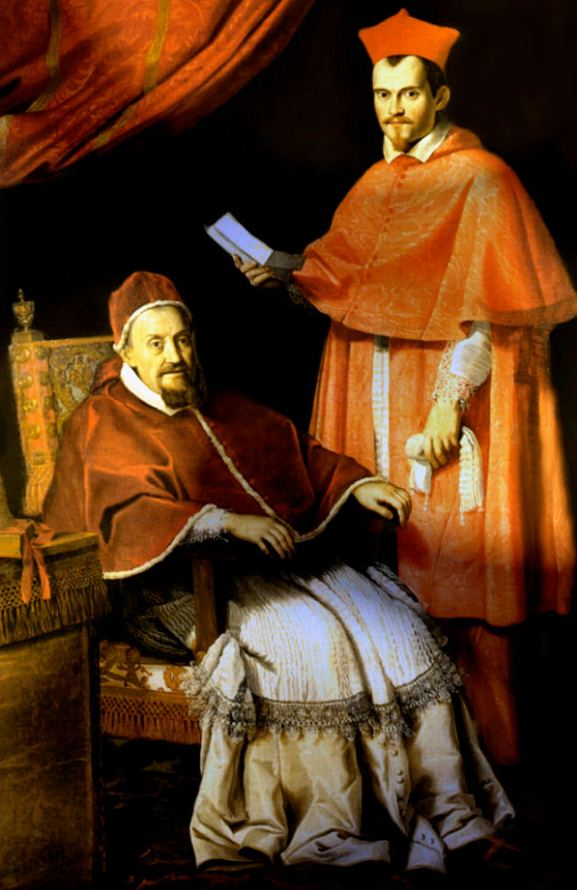
교황 그레고리오 15세와 그의 조카 루도비코 루도비시 추기경

루도비코는 자신을 등용해 준 교황을 실망시키지 않았다. 가톨릭 백과 대사전의 설명에 따르면, 루도비코는 자기 가문의 이익을 위해 온갖 수단을 동원했지만, 교회의 복지 문제에 있어서 뛰어난 능력과 큰 영향력을 행사했으며, 교황을 위해 충심으로 헌신했다고 한다. 그레고리오 15세는 공작령 두 곳을 확보한 다음 1621년 자신의 동생 오라치오를 로마 귀족 및 피아노로마노 공작에 임명했으며, 1622년에는 조카 루도비코 루도비시가 콜론나 가문으로부터 구입한 차가롤로 공작에 또 다른 동생을 임명했다. 루도비코 외에 또 다른 조카인 니콜로 루도비시는 1632년 3월 30일 피옴비노 공작 및 이솔라델바 영주의 상속녀와 혼인해 그 지위를 물려받았다.

### 활동
그레고리오 15세는 개신교도들에 맞서 싸우는 신성 로마 제국 황제 페르디난트 2세와 가톨릭 제후연맹을 돕기 위해 금화 백만 두카드를 보내고, 오스만 제국과 대립하는 폴란드-리투아니아 연방의 왕 지그문트 3세 바사를 원조한 것 외에는 유럽의 정치에 거의 관여하지 않았다. 1623년 3월 20일 그레고리오 15세는 요술 행위에 반대한 교황의 마지막 법령인 《전능하신 하느님》(Omnipotentis Dei)을 반포했다. 요술 행위에 대한 형벌은 과거보다 줄었으며, 처벌 대상을 ‘악마와 계약을 맺은 것으로 판명된 사람이나 악마의 도움으로 살인을 저지른 사람들’로 국한했다.
박식한 신학자였던 그레고리오 15세는 개혁 정신을 천명했다. 대표적인 예로 1621년 11월 15일자로 발표한 교황 칙서 《영원하신 성부의 성자》(Aeterni Patris Filius)는 비밀 투표로 결정되는 콘클라베에서 철저한 검토와 타협, 환호 등 세 가지 선거 방식만을 허용했다. 1622년 1월 6일 그레고리오 15세는 선교 정책을 담당하는 포교성성을 설치했다. 포교성성은 한 달에 두 차례, 교황과 한 달에 한 번 회의를 열었고 각 선교 지역의 정보와 파견지, 파견할 인물이나 수도회 등을 결정하고 선교지에서 발생하는 여러 가지 문제들을 해결하였다. 재위기간 동안 그는 아빌라의 데레사와 프란치스코 하비에르, 이냐시오 데 로욜라, 필립보 네리, 이시도로 농부를 시성했다. 또한 그는 알칸타라의 베드로를 시복했다. 그는 볼로냐의 미술가 구에르치노를 로마로 불러들여 바로크 양식의 발전에 큰 영향을 끼쳤다. 그는 잔 로렌초 베르니니와 알레산드로 알가르디로 하여금 자신의 흉상들을 제작해 산타 마리아 인 발리첼라 성당에 장식품으로 놓았다.

### 죽음

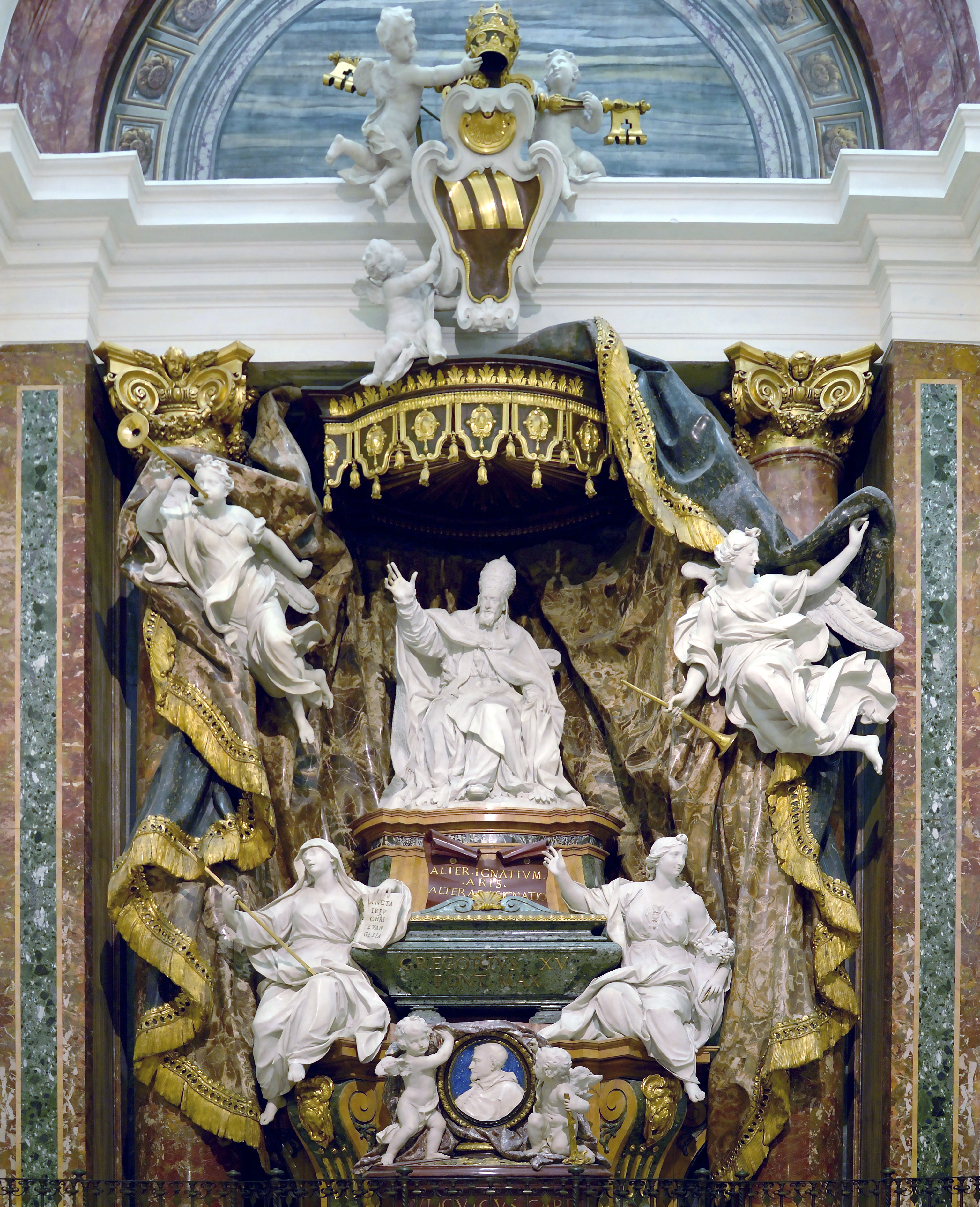
그레고리오 15세의 무덤

그레고리오 15세는 1623년 7월 8일 퀴리날레 궁전에서 선종했으며, 산티냐시오 성당에 안장되었다. 교황 우르바노 8세가 그의 뒤를 이었다.